# Een cluijte van plaijerwater

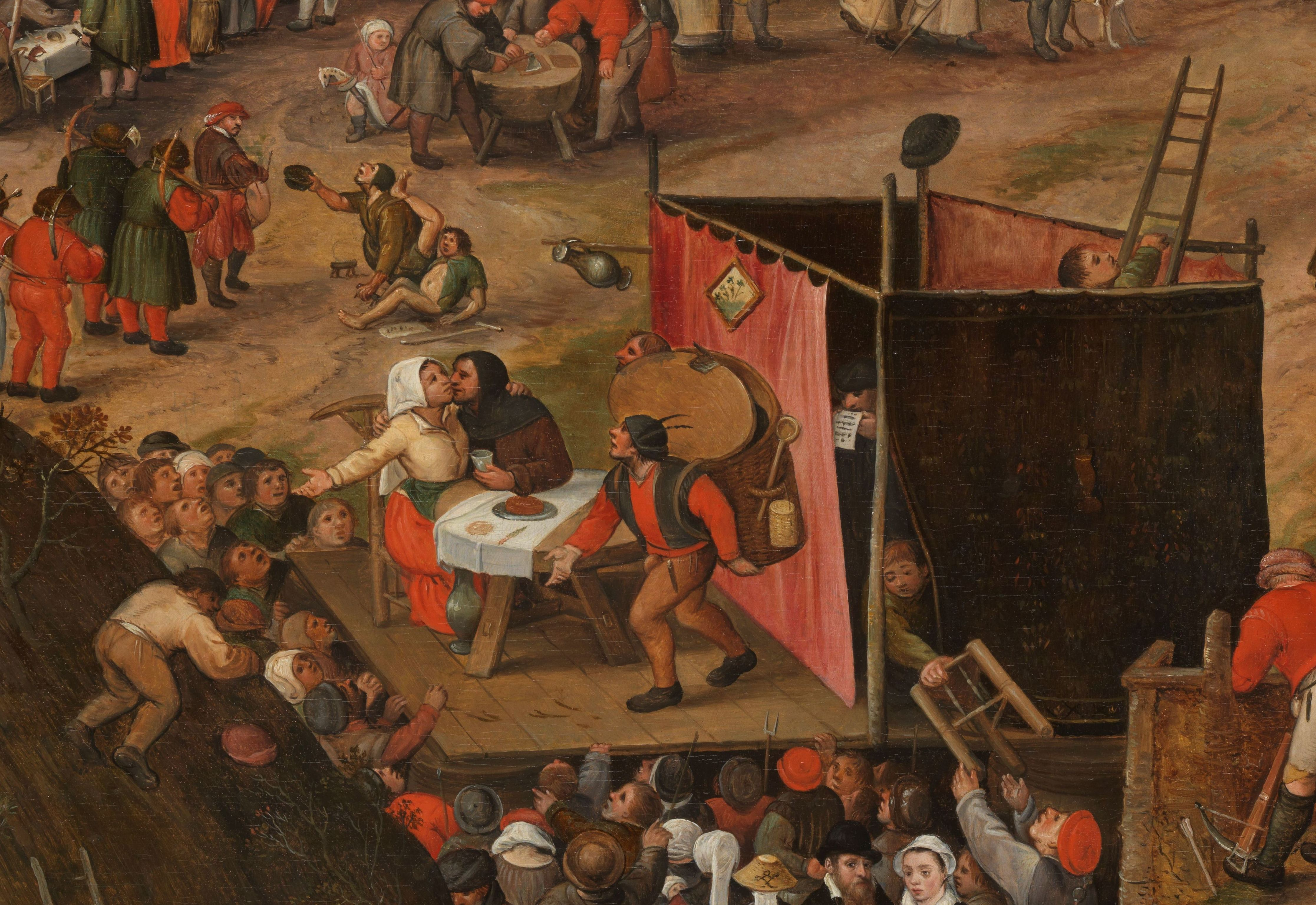
Een opvoering van Een cluijte van plaijerwater weergegeven door Pieter Balten (detail van Boerenkermis, ca. 1570)

Een cluijte van plaijerwater is een anonieme Middelnederlandse klucht in 438 verzen. Het thema van huwelijkse ontrouw wordt profaan behandeld met klassieke motieven: een vrouw die het aanlegt met een geile geestelijke, een pantoffelheld die zich laat belazeren maar hen dan toch betrapt en afranselt (cf. Aarne-Thompson-index nr. 1360C). De toon is opgewekt en de humor volks. Het stuk is overgeleverd in een handschrift uit het eerste kwart van de 16e eeuw en is ook afgebeeld op een aantal schilderijen.

## Inhoud
Een vrouw wil haar echtgenoot, de boer Werrenbracht, bedriegen met een pastoor. Ze doet alsof ze ziek is en stuurt hem naar het oosten om plaijerwater, een wonderdrankje dat haar zogezegd moet genezen. Het werkwoord plaijeren, pladeren betekende beuzelen, schertsen. Het is dus fopwater. Van zodra Werrenbracht weg is, haalt zijn vrouw de pastoor om te brassen en te vrijen. Onderweg doet Werrenbracht zijn verhaal aan een marskramer-hoenderkoopman, die begrijpt wat er aan de hand is en hem uitlegt dat hij bedrogen wordt: zij plecht den blijndeman te leijen (blindeman = penis) / int foereest van Venis palen (Venusbos = schaamhaar). Hij laat Werrenbracht plaatsnemen in zijn rugkorf om zijn vrouw te betrappen, en vergeet niet ondertussen mopjes te maken over hennentaster en kapoen (pantoffelhelden en gecastreerde hanen). Ze treffen het stel aan terwijl ze in een herberg samen zingen en potverteren. De koopman begint mee te doen en heft aan met Her Werrenbracht, her Werrenbracht / Smijt den pape nu op zijn vacht. Daarop springt de boer uit de mand en geeft het overspelige koppel een aframmeling. Hij sluit af met de boodschap dat de man het gezin met vaste hand moet regeren en dat in het bijzonder de vrouw trouw en solidair moet zijn: Wij willen alle eerbaer vroukens eren, / die gherne sijn bij hueren eijghen man.

## Situering
De tekst is bewaard in het archief van het Antwerpse Sint-Lucasgilde en is vermoedelijk ook voor deze organisatie opgesteld. Er waren verschillende rederijkers lid van, maar de identiteit van de auteur blijft onbekend. Waarschijnlijk dateert het handschrift uit het eerste kwart van de 16e eeuw en is het een bewerking van een populaire dorpse klucht. Met woordversiering en een explicitering van de boodschap aan het slot hebben de Antwerpse rederijkers geprobeerd om het stuk aan te passen aan een stedelijk burgerpubliek. Het sluit aan bij de sotternieën die aan het einde van een abel spel werden gebracht.

## Iconografie
Op een Boerenkermis heeft de Antwerpse schilder en rederijker Pieter Balten weergegeven hoe Een cluijte van plaijerwater in een dorpse context werd opgevoerd. De sleutelscène van de betrapping in de herberg is duidelijk herkenbaar. Deze waardevolle iconografische bron over het vroegmoderne theater is eigendom van het Rijksmuseum Amsterdam en is te zien in het Theater Instituut Nederland. Er bestaan zeker vijftien versies van.

## Handschrift
- Antwerpen, Koninklijke Academie voor Schone Kunsten, hs. 422

## Uitgaven en vertalingen
- Frans Hendrik Mertens, Een cluyte van playerwater. Tafelspel, Antwerpen, 1838
- Henri Ernest Moltzer, Een cluijte van Plaijerwater of van den man diet dwater haelde, in: De Middelnederlandsche dramatische poëzie, 1875, p. 257-284
- P. Leendertz jr. (ed.), Een cluijte van Plaijerwater, in: Middelnederlandsche Dramatische Poëzie, Leiden, 1907, p. 160-180
- Playerwater. A Sixteenth-Century Farce with an English Translation, eds. Hans van Dijk, Jane Fenoulhet, Tanis Guest, Theo Hermans, Elsa Strietman en Paul Vincent, in: Dutch Crossing, 1984, p. 32-81
- Bart Ramakers en Karel Eykman (eds.), List en bedrog. Drie rederijkerskluchten, 2009, p. 47-89

## Voetnoten
1. ↑  Pleij, 2007, p. 432
2. ↑  Hummelen, 1989, p. 4